# Branduzzo
Branduzzo è una frazione del comune di Castelletto di Branduzzo posta a sudovest del centro abitato.

## Storia
Noto dal XIII secolo, apparteneva probabilmente anch'esso alla mensa vescovile di Pavia, ma fu dato in enfiteusi alla famiglia pavese Botta, che nel XV secolo ne ebbe la piena signoria nell'ambito del feudo di Calcababbio. Qui i Botta avevano il loro castello e possedevano la maggioranza delle terre, tanto che la località Valle Botta ricorda l'opera di bonifica da essi intrapresa nelle zone paludose presso il Po, e per cui organizzarono il paese come una sola enorme cascina unita al loro castello. Il comune fu soppresso nel 1928.

## Monumenti e luoghi di interesse
- Castello di Branduzzo